# Dermatopsoides
Dermatopsoides es un género de peces marinos actinopeterigios, distribuidos por el sur del océano Atlántico y el este del océano Índico.

## Especies
Existen cuatro especies reconocidas en este género:
- Dermatopsoides andersoni Møller y Schwarzhans, 2006
- Dermatopsoides kasougae (Smith, 1943)
- Dermatopsoides morrisonae Møller y Schwarzhans, 2006
- Dermatopsoides talboti Cohen, 1966